# Estación Hipólito Bouchard
Hipólito Bouchard es una estación ferroviaria ubicada en la localidad de Buchardo, Departamento General Roca, Provincia de Córdoba, Argentina.

## Servicios
pertenece al Ferrocarril General San Martín de la red ferroviaria argentina, en el ramal que une las estaciones de ésta, propiamente dicha y Alberdi, en la Provincia de Buenos Aires.

## Historia
En el año 1904 fue inaugurada la Estación, por parte del Ferrocarril Buenos Aires al Pacífico.